# Thrichomys inermis
Espèce
Statut de conservation UICN

 LC  : Préoccupation mineure
Thrichomys inermis est une espèce de mammifères rongeurs de la famille des Echimyidae qui regroupe des rats épineux originaires d'Amérique latine.

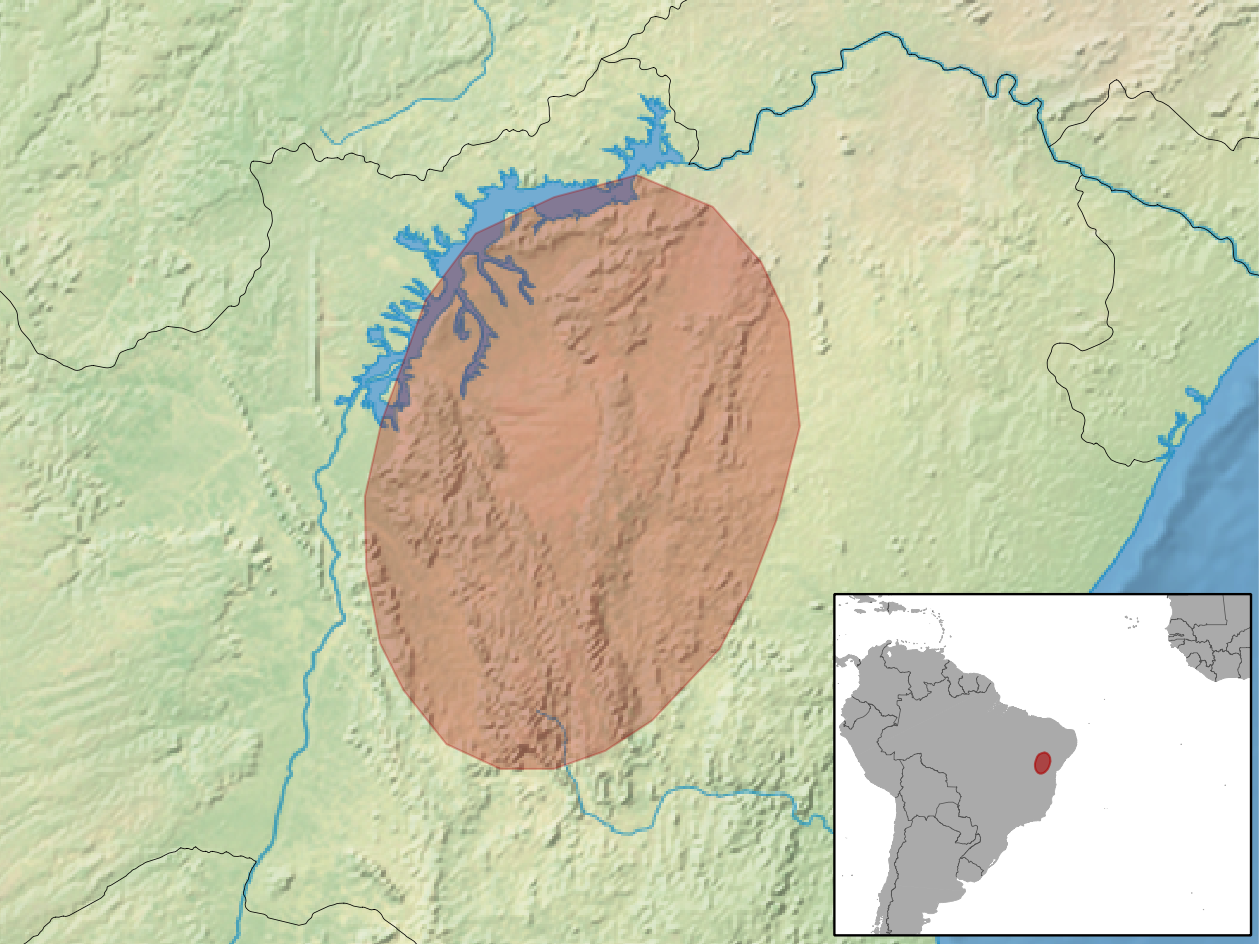
Répartition de l'espèce.

C'est bien en 1841 et non en 1941, contrairement à ce que pourrait faire croire une erreur glissée dans certaines bases de données taxonomiques, que le zoologiste et un paléontologue suisse François Jules Pictet de La Rive (1809-1872) a décrit pour la première fois cette espèce.